# Bathygobius coalitus
Bathygobius coalitus là một loài cá biển thuộc chi Bathygobius trong họ Cá bống trắng. Loài cá này được mô tả lần đầu tiên vào năm 1832.

## Từ nguyên
Tính từ định danh coalitus trong tiếng Latinh nghĩa là "hợp nhất", hàm ý có lẽ đề cập đến vây lưng gần như chạm vào nhau (tức phần gai và tia mềm) ở loài cá này.

## Phân bố và môi trường sống
Từ Đông Phi và Nam Phi, B. coalitus có phân bố trải rộng khắp Ấn Độ Dương - Thái Bình Dương, về phía đông đến quần đảo Hawaii và quần đảo Marquises, ngược lên phía bắc đến miền nam Nhật Bản, xa về phía nam đến Úc và Nouvelle-Calédonie. B. coalitus đã được ghi nhận ở đảo Jeju (Hàn Quốc).
B. coalitus sống trên rạn san hô ở vùng gian triều, độ sâu đến khoảng 5 m, cũng như trong vũng thủy triều và bãi triều.

## Mô tả
Chiều dài cơ thể lớn nhất được ghi nhận ở B. coalitus là 10 cm. Loài này màu nâu loang lổ các vệt trắng. Hai bên thân có 6–7 đốm nâu hình vuông (không kéo dài xuống thân dưới), nối với các vạch xiên và đốm nâu lớn ở lưng. Đầu có nhiều chấm nâu nhỏ trên mõm, cũng như giữa hai hốc mắt và má.
Số gai vây lưng: 7; Số tia vây lưng: 9–10; Số gai vây hậu môn: 1; Số tia vây hậu môn: 8; Số gai vây bụng: 1; Số tia vây bụng: 5; Số tia vây ngực: 16–21.

## Phân loại
Phân tích tiểu đơn vị cytochrome c oxidase I của DNA ty thể cho thấy B. coalitus có quan hệ chị em với Bathygobius fuscus.